# Dolmen de Roc-en-Aud
Le dolmen de Roc-en-Aud (Roc'h-en-Aud ou Roch-en-Aud) est un dolmen situé à Saint-Pierre-Quiberon, dans le département français du Morbihan.

## Historique
Le dolmen a été exploré par G. Chaplain-Duparc en 1877 et F. Gaillard mentionne sa restauration en 1889. Il est classé au titre des monuments historiques en 1889.

## Description
Le dolmen est du type dolmen à couloir. La chambre est de forme carrée (4 m sur 3,90 m). Elle est délimitée par douze orthostates et précédée d'un court couloir (2,20 m de long sur 1,10 m de large) constitué d'une alternance de dalles supports et de murets en pierres sèches. L'originalité du monument tient à l'existence de dalles de couverture débordant à l'intérieur de la chambre, elles-mêmes recouvertes par une plus grande table de couverture selon une technique similaire à l'encorbellement, ce qui permet de réduire la portée des tables tout en augmentant la hauteur sous voûte. La dalle de chevet correspond à un galet marin de très grande taille. Le sol de la chambre est recouvert d'un dallage reposant sur le sol naturel.

## Matériel archéologique
Chapelain-Duparc et Gaillard y recueillirent une fusaïole en terre cuite, des éclats de silex et des tessons de poterie. L'édifice a été réutilisé à la période gallo-romaine.

## Folklore
Selon une tradition rapportée par Paul Sébillot, les marins de Saint-Pierre-Quiberon ou leurs femmes venaient frapper avec un marteau les quatre cupules visibles sur la table de couverture pour obtenir des vents favorables. Z. Le Rouzic rapporte qu'après la restauration de 1889, les cupules n'étant plus visibles, on leur substitua alors des trous de carrier qui avaient été réalisés sur une autre dalle du fond de la chambre jusqu'à ce qu'une nouvelle restauration en 1901 les rende à nouveau accessibles.